# National Basketball League
A National Basketball League (NBL) egy amerikai profi kosárlabdaliga volt, amelyet 1937-ben alapítottak. Az 1948–49-es, tizenkettedik szezonjában egyesült a Basketball Association of America-val (BAA), megalapítva a National Basketball Association-t (NBA).

## Történet

### 1938–1941: Korai évek, Edwards-éra
Az Oshkosh All-Stars sorozatban ötször szerepeltek az NBL-döntőben (1938–42). Két címet nyertek el a center, Leroy Edwards vezetésével. Edwards a Kentucky Wildcats csapatának tagjaként elnyerte a Helms Foundation Az év játékosa díjat és tagja volt az NCAA All American csapatnak. Két év után hagyta el a Kentucky Egyetemet, hogy profi karrierbe kezdjen, amelyet korábban még nem igazán tettek meg előtte. 1937 és 1940 között három szezonban ő dobta a legtöbb pontot az NBL-ben. Több NBL és profi rekordot is beállított, miatta vezették be a három másodperces szabályt, amely a mai napig létezik. Mind a 12 NBL-szezonban játszott a ligában, mindet az Oshkosh All-Stars csapatában és az BAA-vel való egyesülés előtt vonult vissza.

### 1941–1946: Zollner Pistons-éra
A Fort Wayne Zollner Pistons-t Bobby McDermott vezette sikereihez az NBL-ben. A Pistons második lett 1942-ben és 1943-ban, majd megnyerte a bajnoki címet 1944-ben és 1945-ben. Ebben az érában a bajnokság legtöbb csapata fegyvertárakban, középiskolai testneveléstermekben és báltermekben játszották meccseiket.
A Pistons fontos szerepet játszott az NBA túlélésében és fejlődésében. Zollner pénzügyileg támogatta a ligát, hogy fennmaradhasson.
A Pistons és az Oshkosh mellett a csapat, amely sikereket tudott elérni a Sheboygan Red Skins volt. 1941-től (egy szezonnal a Fort Wayne csatlakozása előtt) a csapat hat döntőből ötben szerepelt. 1941-ben kikaptak az Oshkosh-től, 1943-ban bajnokok lettek, de a következő két évben kikaptak a Pistonstól. 1946-ban a döntőben egy meccset se tudtak megnyerni a Rochester Royals ellen, akiknek csapatában három játékos is játszott, akik később a Naismith Memorial Basketball Hall of Fame tagjai lettek: Al Cervi, Bob Davies és Red Holzman.

### 1946–1949: Utolsó évek, Mikan-éra
Az NBL harmadik időszakát George Mikan dominálta. A 208 centiméteres háromszoros NCAA All American center fontos szerepet játszott a Chicago American Gears 1947-es bajnoki címében. A szezont követően a csapat tulajdonosa, Maurice White megalapította a saját 24 csapatos ligáját. A bajnokság gyorsan összeomlott és Mikan aláírt a Minneapolis Lakers-zel, ahol megnyerte az 1948-as bajnoki címet.
Az 1947–48-as szezont követően a Lakers elhagyta a ligát, hogy csatlakozzon a BAA-hez három további NBL klubbal együtt: a Rochester Royals, a Fort Wayne Pistons és az Indianapolis Kautskys.
Az NBL az utolsó szezonjában létrehozott egy csak afroamerikaiakból álló csapatot, a Dayton Rens-t. 1949-ben beolvadt a BAA-be az NBL és megalapították az NBA-t.

## Csapatok
A *-gal megjelölt csapatok jelenleg az NBA-ben játszanak.
- Akron Firestone Non-Skids (1937–41)
- Akron Goodyear Wingfoots (1937–42)
- Anderson Duffey Packers, Anderson Packers (1946–49)
- Buffalo Bisons (1937–38)
- Buffalo Bisons, később Tri-Cities Blackhawks (1946–49)*
- Chicago American Gears (1944–47)
- Chicago Bruins (1939–42)
- Chicago Studebaker Flyers (1942–43)
- Cincinnati Comellos (1937–38)
- Cleveland Chase Brassmen (1943–44)
- Cleveland Allmen Transfers (1944–46)
- Columbus Athletic Supply (1937–38)
- Dayton Metropolitans (1937–38)
- Denver Nuggets (1948–49)
- Detroit Eagles (1939–41)
- Detroit Gems (1946–47)*
- Detroit Vagabond Kings/Dayton Rens (1948–49)
- Flint Dow A.C.'s/Midland Dow A.C.'s (1947–48)
- Fort Wayne General Electrics (1937–38)
- Fort Wayne Zollner Pistons (1941–48)*
- Hammond Ciesar All-Americans (1938–41)
- Hammond Calumet Buccaneers (1948–49)
- Indianapolis Kautskys (1937–48)
- Kankakee Gallagher Trojans (1937–38)
- Minneapolis Lakers (1947–48)*
- Oshkosh All-Stars (1937–49)
- Pittsburgh Pirates (1937–39)
- Pittsburgh Raiders (1944–45)
- Richmond King Clothiers, Cincinnati Comellos (1937–38)
- Rochester Royals (1945–48)*
- Sheboygan Red Skins (1938–49)
- Syracuse Nationals (1946–49)*
- Toledo Jim White Chevrolets (1941–43)
- Toledo Jeeps (1946–48)
- Warren Penns (1937–38)
- Warren Penns/Cleveland White Horses (1938–39)
- Waterloo Hawks (1948–49)
- Whiting Ciesar All-Americans (1937–38)
- Youngstown Bears (1945–47)

## Arénák
| Csapat                                    | Város                     | Aréna                                                                   | Befogadóképeség  | Alapítva         | NBL évek         | BAA/NBA utód               |
| Keleti főcsoport                          | Keleti főcsoport          | Keleti főcsoport                                                        | Keleti főcsoport | Keleti főcsoport | Keleti főcsoport | Keleti főcsoport           |
| ----------------------------------------- | ------------------------- | ----------------------------------------------------------------------- | ---------------- | ---------------- | ---------------- | -------------------------- |
| Akron Firestone Non-Skids                 | Akron, Ohio               | Firestone Clubhouse                                                     | 1,500            | 1932             | 1937-1941        | -                          |
| Akron Goodyear Wingfoots                  | Akron, Ohio               | Akron Goodyear Hall                                                     | 5,000            | 1918             | 1937-1943        | -                          |
| Youngstown Bears                          | Youngstown, Ohio          | Youngstown South Field House                                            | 3,500            | 1945             | 1945-1947        | -                          |
| Toledo Jim White Chevrolets               | Toledo, Ohio              | Civic Auditorium                                                        | 3,600            | 1941             | 1941-1943        | -                          |
| Toledo Jeeps                              | Toledo, Ohio              | The Field House (Toldeói Egyetem)                                       | 6,000            | 1946             | 1946-1948        | -                          |
| Dayton Metropolitans                      | Dayton, Ohio              | Montgomery County Fairgrounds Coliseum                                  | 4,200            | 1935             | 1937-1938        | -                          |
| New York/Dayton Rens                      | Dayton, Ohio              | Springfield High School Gymnasium                                       | 1,200            | 1922             | 1948-1949        | -                          |
| Cincinnati Comellos                       | Cincinnati, Ohio          | Freeman Avenue Armory Gym                                               | ?                | 1937             | 1937-1938        | -                          |
| Cleveland White Horses                    | Cleveland, Ohio           | Cleveland Arena                                                         | 6,000            | 1938             | 1938-1939        | -                          |
| Cleveland Chase Brassmen/Allmen Transfers | Cleveland, Ohio           | Cleveland Auditorium                                                    | 10,000           | 1943             | 1943-1946        | -                          |
| Columbus Athletic Supply                  | Columbus, Ohio            | ?                                                                       | ?                | 1936             | 1937-1938        | -                          |
| Buffalo Bisons/Tri-Cities Blackhawks      | Moline, Illinois          | Wharton Field House                                                     | 6,000            | 1946             | 1946-1949        | Tri-Cities Blackhawks      |
| Buffalo Bisons                            | Buffalo, New York         | Broadway Auditorium                                                     | 7,500            | 1925             | 1937-1938        | -                          |
| Rochester Royals                          | Rochester, New York       | Edgerton Park Arena                                                     | 4,500            | 1923             | 1945-1948        | Rochester Royals           |
| Syracuse Nationals                        | Syracuse, New York        | State Fair Coliseum                                                     | 7,500            | 1946             | 1946-1949        | Syracuse Nationals         |
| Pittsburgh Pirates                        | Pittsburgh, Pennsylvania  | Duquesne U Gym                                                          | ?                | 1931             | 1937-1939        | -                          |
| Pittsburgh Raiders                        | Pittsburgh, Pennsylvania  | Duquesne Gardens                                                        | 5,000            | 1943             | 1944-1945        | -                          |
| Warren Penns                              | Warren, Pennsylvania      | Beaty JR High Gym                                                       | 900              | 1926             | 1937-1938        | -                          |
| Nyugati főcsoport                         |                           |                                                                         |                  |                  |                  |                            |
| Oshkosh All-Stars                         | Oshkosh, Wisconsin        | South Park School Gymnasium                                             | 2,000            | 1929             | 1937–1949        | -                          |
| Sheboygan Red Skins                       | Sheboygan, Wisconsin      | Sheboygan Municipal Auditorium and Armory                               | 3,000            | 1933             | 1938–1949        | -                          |
| Fort Wayne General Electrics              | Fort Wayne, Indiana       | North Side High School Gym                                              | 3,000            | 1935             | 1937–1938        | -                          |
| Fort Wayne Zollner Pistons                | Fort Wayne, Indiana       | North Side High School Gym                                              | 3,000            | 1941             | 1941-1948        | Fort Wayne/Detroit Pistons |
| Indianapolis Kautskys                     | Indianapolis, Indiana     | Hinkle Fieldhouse                                                       | 15,000           | 1931             | 1937-1948        | Indianapolis Jets          |
| Richmond King Clothiers                   | Richmond, Indiana         | Richmond Civic Auditorium                                               | ?                | 1937             | 1937–1938        | -                          |
| Whiting Ciesar All-Americans              | Hammond, Indiana          | Hammond Civic Center                                                    | 6,000            | 1936             | 1937-1941        | -                          |
| Hammond Calumet Buccaneers                | Hammond, Indiana          | Hammond Civic Center                                                    | 6,000            | 1948             | 1948-1949        | -                          |
| Anderson Duffey Packers                   | Anderson, Indiana         | Anderson High School Wigwam                                             | 4,800            | 1946             | 1946-1949        | Anderson Packers           |
| Minneapolis Lakers                        | Minneapolis, Minnesota    | Minneapolis Auditorium                                                  | 10,000           | 1947             | 1947-1948        | Los Angeles Lakers         |
| Detroit Eagles                            | Detroit, Michigan         | ?                                                                       | ?                | 1939             | 1939-1941        | -                          |
| Detroit Vagabond Kings                    | Detroit, Michigan         | Holy Redeemer Church Gym / Dearborn High School Gymnasium               | 6,000            | 1948             | 1948-1949        | -                          |
| Detroit Gems                              | Detroit, Michigan         | Ferndale High School Gymnasium                                          | 6,000            | 1946             | 1946-1947        | Minneapolis Lakers         |
| Flint/Midland Dow A.C.'s                  | Flint / Midland, Michigan | Flint Industrial Mutual Association Auditorium/ Midland High School Gym | 6,000 / ?        | 1947             | 1947-1948        | -                          |
| Waterloo Hawks                            | Waterloo, Iowa            | McElroy Auditorium                                                      | 5,155            | 1948             | 1948-1949        | Waterloo Hawks             |
| Denver Nuggets                            | Denver, Colorado          | Denver Auditorium Arena                                                 | 6,841            | 1948             | 1948-1949        | Denver Nuggets             |
| Kankakee Gallagher Trojans                | Kankakee, Illinois        | Gallagher Business School                                               | ?                | 1937             | 1937-1938        | -                          |
| Chicago Studebaker Flyers                 | Chicago, Illinois         | Chicago Coliseum                                                        | 6,000            | 1942             | 1942–1943        | -                          |
| Chicago American Gears                    | Chicago, Illinois         | International Amphitheatre                                              | 9,000            | 1944             | 1944-1948        | -                          |
| Chicago Bruins                            | Chicago, Illinois         | Chicago Coliseum                                                        | 6,000            | 1925             | 1939-1942        | -                          |